# Jednotný správní doklad
Jednotný správní doklad (zkratka JSD) je doklad sloužící k celní deklarací zboží ze zemí mimo EU za účelem jeho propuštění do celního režimu. V rámci obchodu se třetími zeměmi se používá od roku 1988 (dříve označováno jako jednotná celní deklarace, JCD).
Jednotný celní doklad má jednotnou formu pro všechny členské státy EU. Obsahuje 54 kolonek a je vytištěn na propisovací papír se zeleno-bílým podkladem. Vzhled jednotného celního dokladu je předepsán vyhláškou č. 341/2016 dodatek C1, Hlava I, oddíl A.
- Pozn.: Od 1. května 2016 platí pro dovoz zboží do EU ze třetích zemí nový celní kodex, podle kterého se za zásilku neobchodní povahy považuje pouze poštovní zásilka jednou fyzickou osobou druhé fyzické osobě. Všechny ostatní zásilky jsou považovány za zásilky obchodního charakteru a je k nim povinné předložit celní prohlášení (JSD)[1]

## Vyplnění JSD
Za účelem celní deklarace dováženého zboží může příjemce zvolit jeden následujících způsobů:
1. Příjemce je zároveň i deklarant: Příjemce se v celním řízení zastupuje sám. Jednotný správní doklad předloží k celnímu řízení sám, při čemž za účelem vytvoření jednotného správního dokladu může použít systémy určené hlavně fyzickým osobám bez znalostí celního kodexu a nomenklatury  (např.: www.sad-online.eu)[2]
2. Příjemce si za úplatu objedná služby celního deklaranta: Celní deklarant zastupuje příjemce v celním řízení a zároveň ručí za uhrazení celního dluhu.

Pokyny k vyplnění jednotného správního dokladu jsou upravovány vyhláškou 341/2016